# فرودگاه خلیج آیسی
فرودگاه خلیج آیسی (به انگلیسی: Icy Bay Airport) یک فرودگاه خصوصی بهره‌برداری هوایی با کد یاتا ICY است که یک باند فرود شن دارد و طول باند آن ۱۰۴۵ متر است. این فرودگاه در کشور ایالات متحده آمریکا قرار دارد و در ارتفاع ۱۵ متری از سطح دریا واقع شده‌است.